# Badia Colonet
Bahía Colonet (Ja' Tay Juwaat U' en kiliwa) és una badia natural ubicada en el municipi d'Ensenada, a l'estat de la Baixa Califòrnia, Mèxic.
Badia on es planeja el desenvolupament d'un port de cabotatge i altura per les embarcacions en navegació, adscrit a la Capitania de port d'Ensenada, per la necessitat de consolidar i augmentar les instal·lacions portuàries que atenen el comerç exterior del país en el litoral Pacífic Nord, en la península de la Baixa Califòrnia. Es convertirà en la propera dècada en el més important del Pacífic Mexicà.